# 972 هـ
972 هـ هي سنة في التقويم الهجري امتدت مقابلةً في التقويم الميلادي بين سنتي 1564 و1565.

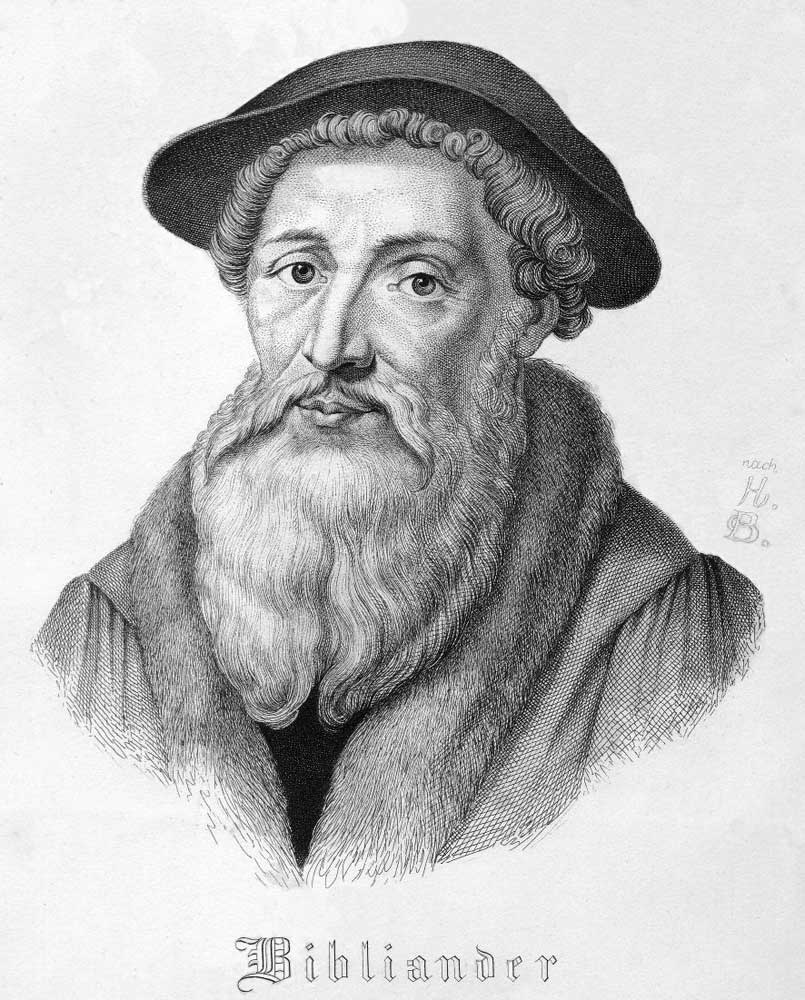
تيودور ببلياندر

## وفيات
- ابن النجار الفتوحي
- تيودور ببلياندر
- عبد الله بن أحمد الفاكهي